# گریز از آزادی
گریز از آزادی کتابی اثر اریش فروم، روانکاو آلمانی-آمریکایی است.

## فهرست
- فصل اول- آیا آزادی مسئله‌ای روانی است؟
- فصل دوم- پیدایش فرد و ابهام مفهوم آزادی
- فصل سوم- آزادی در دوران اصلاحات
- فصل چهارم- انسان نوین و دوراهی آزادی
- فصل پنجم- سازوکارها (مکانیسم‌های) گریز
- فصل ششم- روان‌شناسی نازیسم
- فصل هفتم- آزادی و دموکراسی
- ضمیمهٔ خوی و سیر اجتماع